# Contea di Dallas (Arkansas)
La contea di Dallas, in inglese Dallas County, è una contea dello Stato dell'Arkansas, negli Stati Uniti. La popolazione al censimento del 2000 era di 9 210 abitanti. Il capoluogo di contea è Fordyce. Il nome le è stato dato in onore del vice presidente degli Stati Uniti George Mifflin Dallas.

## Geografia fisica
La contea si trova nella parte centro-meridionale dell'Arkansas. L'U.S. Census Bureau certifica che l'estensione della contea è di 1731 km², di cui 1729 km² composti da terra e i rimanenti 2 km² composti di acqua.

### Contee confinanti
- Contea di Grant (Arkansas) - nord-est
- Contea di Cleveland (Arkansas) - est
- Contea di Calhoun (Arkansas) - sud-est
- Contea di Ouachita (Arkansas) - sud-ovest
- Contea di Clark (Arkansas) - ovest
- Contea di Hot Spring (Arkansas) - nord-ovest

### Principali strade ed autostrade
- U.S. Highway 79
- U.S. Highway 167
- Highway 7
- Highway 8
- Highway 9
- Highway 46
- Highway 48
- Highway 79

## Storia
La Contea di Dallas venne costituita il 1º gennaio 1845.

## Città e paesi
- Carthage
- Fordyce
- Sparkman